# ريتشارد دين ستار
ريتشارد دين ستار (بالإنجليزية: Richard Dean Starr)‏ (6 مارس 1968، توررانسي في الولايات المتحدة)؛ صحفي وروائي أمريكي.

## روابط خارجية
- ريتشارد دين ستار على موقع IMDb (الإنجليزية)